# Aileen McGlynn
Aileen McGlynn (Glasgow, 22 juni 1973) is een para-wielrenner uit het Schotland. Ze reed samen met piloot Ellen Hunter.
Op de Paralympische Zomerspelen in 2004 behaalde McGlynn samen met Ellen Hunter goud op de 1 kilometer tijdrit. Bij de tandemsprint behaalden ze zilver.
Op de Paralympische Zomerspelen in 2008 behaalde ze tweemaal goud met Ellen Hunter. Wederom op de 1 kilometer tijdrit, en op de achtervolging.
In 2014 nam McGlynn voor Schotland deel aan de Gemenebestspelen. Hier behaalde ze tweemaal zilver bij het para-wielrennen op de baan, op de onderdelen 1000 meter tijdrit en sprint.